# 万呂村
万呂村（まろむら）は、和歌山県西牟婁郡にあった村。現在の田辺市中心部の北東一帯、左会津川の下流域にあたる。

## 地理
- 河川：左会津川

## 歴史
- 1889年（明治22年）4月1日 - 町村制の施行により、下万呂村・中万呂村・上万呂村の区域をもって発足。
- 1950年（昭和25年）12月15日 - 田辺市に編入。同日万呂村廃止。